# Sint-Margarethakerk (Minsleben)
De Sint-Margarethakerk (Duits: St. Margarethenkirche of St. Margareta) is een Evangelisch-Lutherse kerk aan de Hauptstraße te Minsleben, een dorp dat een Ortsteil is van de stad Wernigerode in het westen van de Duitse deelstaat Saksen-Anhalt.
De Margarethakerk en de bijbehorende begraafplaats liggen in het centrum van het dorp en liggen  worden samen met wat woonbebouwing omsloten door de Hauptstraße aan de oost- en noordkant en Am Wasser aan de west- en zuidkant. De naam Am Wasser verwijst naar de Barrenbach, een beekje dat aan de zuidkant van de weg op 40 meter langs de kerk stroomt.
Anno 2019 viel de kerk onder de monumentenbescherming van Saksen-Anhalt, met objectnummer 09402156.

## Beschrijving
De kerk is het oudste gebouw in het dorp Minsleben en de geschiedenis van de kerk gaat terug tot de vroegste romaanse periode. Een oorkonde van 1327 bevestigt dat de kerk werd gewijd aan de heilige Margaretha.
Ondanks verschillende bouwkundige aanpassingen zijn er nog romaanse delen herkenbaar, zoals de boog tussen de altaarruimte en de apsis en de twee in 1892 dichtgemetselde gaanderijen die ooit het kerkschip met de torenruimte verbonden.
Het typisch romaanse, forse westwerk werd in 1892 verhoogd en voorzien van de karakteristieke dubbele spitsen tussen puntgevels in neoromaanse stijl.